# Svenska kyrkan i Hongkong
Svenska kyrkan i Hongkong är en av Svenska kyrkans utlandsförsamlingar. Liksom de andra kyrkorna i Svenska kyrkan i utlandet sorterar församlingen under Visby stift.

## Komministrar
| Ämbetstid | Namn             | Levnadstid | Övrigt |
| --------- | ---------------- | ---------- | ------ |
| 2015–2016 | Anders Johansson | 1963–      | [ 2 ]  |

### Fotnoter
1. ↑  ”Visby stift”. www.svenskakyrkan.se. https://www.svenskakyrkan.se/visbystift. Läst 6 november 2024.
2. ↑   Matrikel 2016: Svenska kyrkan (69:a utgåvan). Stockholm: Verbum. 2016. sid. 417. ISBN 978-91-5263615-2